# حصار بافيا (774)

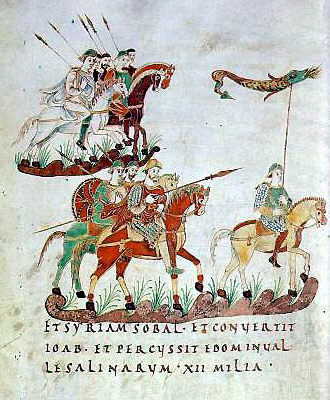
الخيالة الكارولينجية

دار حصار أو معركة بافيا في 773-774 ميلادية شمال إيطاليا، قرب تيسينوم (بافيا حاليًا)، ونجم عنه نصر الفرنجة بقيادة شارلمان على اللومبارد بإمرة ملكهم ديسيديريوس.